# I Can't Go On
I Can't Go On é uma canção do cantor Robin Bengtsson. Ele representou a Suécia no Festival Eurovisão da Canção 2017. A Suécia competiu na primeira metade da primeira semi-final.

## Faixas
| Download digital |                 |         |  |
| N.º              | Título          | Duração |  |
| 1.               | "I Can't Go On" | 3:03    |  |